# Конструтореш ду Уїже
Клубе Деспортіву Конструтореш ду Уїже або просто Конструтореш ду Уїже (порт. Clube Desportivo Construtores do Uíge) — професіональний ангольський футбольний клуб з міста Уїже.

## Історія клубу
Клуб заснований 3 березня 1978 року і належить до числа дебютантів одного з перших розіграшів Гіраболи після здобуття незалежності в 1979 році. Названий був на честь свого спонсора, Міністерства будівництва та житла Анголи (порт. Ministério da Construção e Habitação). Останній раз «Конструтореш ду Уїже» грав у вищому дивізіоні в 1980 році. З 1984 року клуб перебував у невизначеному становищі через фінансові проблеми. В кінці 2000-х років він був відроджений. Зараз команда виступає в Гіра Анголі.

## Досягнення
- Чемпіонат провінції Уїже
  -  Чемпіон (1): 2014[3]

- Гіра Ангола (Серія A)
  -  Бронзовий призер (1): 2014

## Відомі тренери
- Педру Каліш (2014—)